# Tinodes griseus
Tinodes griseus är en nattsländeart som beskrevs av Hagen 1865. Tinodes griseus ingår i släktet Tinodes och familjen tunnelnattsländor. Inga underarter finns listade i Catalogue of Life.